# West Edmonton Mall Grand Prix of Edmonton 2005
West Edmonton Mall Grand Prix of Edmonton 2005 var den sjunde deltävlingen i Champ Car 2005. Racet kördes den 17 juli på Edmontons centrala flygplats. Sébastien Bourdais tog en viktig seger för sina ambitioner att upprepa sin titel ifrån 2004. Oriol Servià gjorde att Newman/Haas Racing tog en dubbelseger, medan Paul Tracy hängde på i mästerskapstoppen med en tredjeplats.

## Slutresultat
| Plats | Förare             | Team                | Grid | Kvaltid  |
| ----- | ------------------ | ------------------- | ---- | -------- |
| 1     | Sébastien Bourdais | Newman/Haas Racing  | 10   | 1.00,462 |
| 2     | Oriol Servià       | Newman/Haas Racing  | 4    | 59,592   |
| 3     | Paul Tracy         | Forsythe Racing     | 3    | 59,497   |
| 4     | Justin Wilson      | RuSPORT             | 2    | 58,954   |
| 5     | Mario Domínguez    | Forsythe Racing     | 8    | 59,990   |
| 6     | Ronnie Bremer      | Dale Coyne Racing   | 16   | 1.01,349 |
| 7     | Alex Tagliani      | Team Australia      | 6    | 59,782   |
| 8     | Marcus Marshall    | Team Australia      | 18   | 1.03,811 |
| 9     | Nelson Philippe    | Conquest Racing     | 12   | 1.00,777 |
| 10    | Ricardo Sperafico  | Dale Coyne Racing   | 13   | 1.00,884 |
| 11    | Jimmy Vasser       | PKV Racing          | 7    | 59,873   |
| 12    | Alex Sperafico     | HVM Racing          | 17   | 1.01,984 |
| 13    | Timo Glock         | Rocketsports Racing | 9    | 1.00,121 |
| 14    | A.J. Allmendinger  | RuSPORT             | 1    | 58,628   |
| 15    | Björn Wirdheim     | HVM Racing          | 11   | 1.00,569 |
| 16    | Cristiano da Matta | PKV Racing          | 5    | 59,769   |
| 17    | Ryan Hunter-Reay   | Rocketsports Racing | 14   | 1.00,916 |
| 18    | Andrew Ranger      | Conquest Racing     | 15   | 1.01,271 |